# Spoorwegtransformator
De spoorwegtransformator of tractietransformator is een bijzondere vermogentransformator die gebruikt wordt voor het voeden van een spoorwegnet dat wisselspanning gebruikt.

## Onderdelen van het spoorwegnet

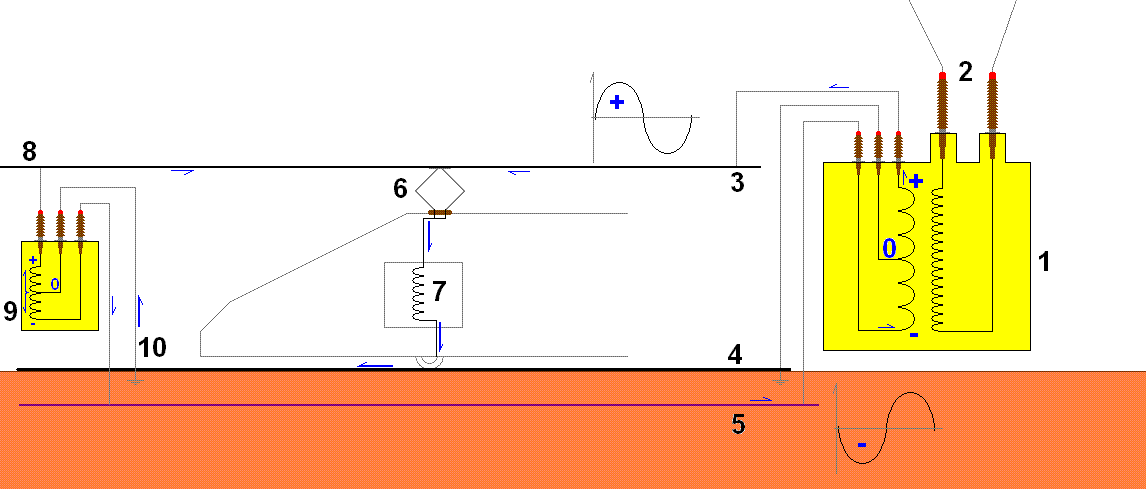
De werking van een spoorwegtransformator

1. De spoorwegtransformator geeft voeding aan het spoorwegnet
2. De voedende hoogspanningslijnen (A en B)
3. De bovenleiding is de positieve fase (a)
4. De geaarde spoorrails (n)
5. De negatieve fase (b)
6. De pantograaf takt spanning af van de bovenleiding
7. De treintransformator geeft voeding aan de elektromotoren
8. De bovenleiding aangesloten op de "booster" autotransformator
9. De "booster" autotransformator
10. De negatieve fase aansluiting aan de "booster" autotransformator

## Werking

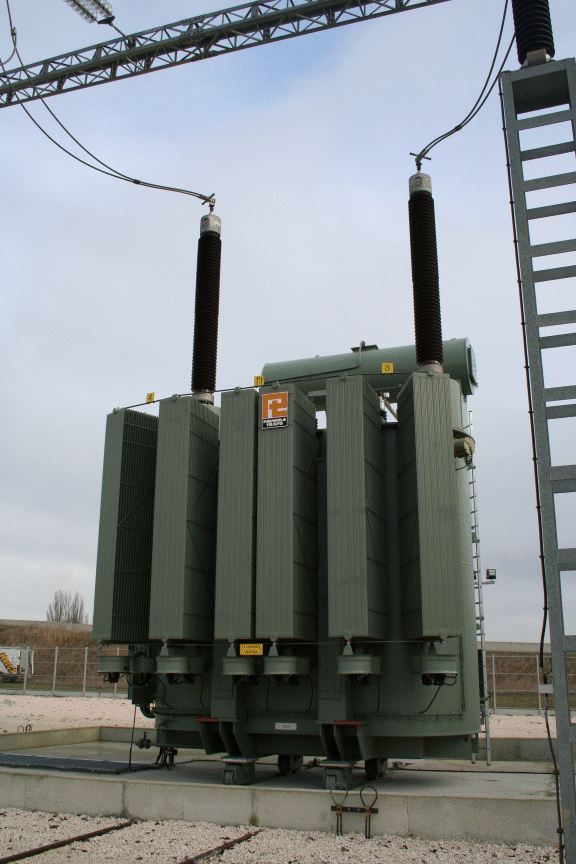
Een 400kV eenfasige spoorwegtransformator om het net van een Franse hogesnelheidstrein te voeden

Een spoorwegnet is een mooi voorbeeld van een zelfregelend systeem waarbij de spanningsverliezen in de bovenleiding tegengewerkt worden door een reeks boosterautotransformatoren.
De spoorwegtransformator (1) wordt tweefasig gevoed (2) door het hoogspanningsnet. De secundaire van de spoorwegtransformator heeft een middenaftakking die verbonden wordt met de geaarde rails (4). De positieve fase van de spoorwegtransformator voedt de bovenleiding (3) en de negatieve fase is een retourleiding. Via de pantograaf (6) takt de trein elektriciteit af van de bovenleiding. Als de trein zich halverwege de spoorwegtransformator en de boostertransformator bevindt is er een redelijke spanningsval over de bovenleiding. De spanningsval over de bovenleiding is immers afhankelijk van de afstand tot de spoorwegtransformator, de sectie van de bovenleiding en de opgenomen stroom (zie ook de wet van Pouillet). Hierdoor is de spanning over de twee wikkelingen van de boostertransformator niet meer gelijk. Aangezien de spanning tussen aarde en negatieve fase niet gezakt is zal de autotransformator ervoor zorgen dat de spanning op de bovenleiding (8) weer haar nominale waarde krijgt en gelijk is aan de spanning van de spoorwegtransformator (3). Als de trein net halverwege staat wordt hij dus langs beide zijden even veel gevoed. Merk op dat de stroom door de rails nu volledig naar de middenaftakking van de boostertransformator gaat en daar splitst naar de bovenleiding (8) en naar de negatieve fase als retour. De éne wikkeling van de boostertransformator werkt dan als verbruiker en de andere als bron; daardoor loopt de stroom andersom door beide spoelen. Merk eveneens op dat de verdeling van de stroom over de twee spoelen van zowel de voedende spoorwegtransformator als van de boostertransformator afhangt van de plaats van de trein.